# Newsroom

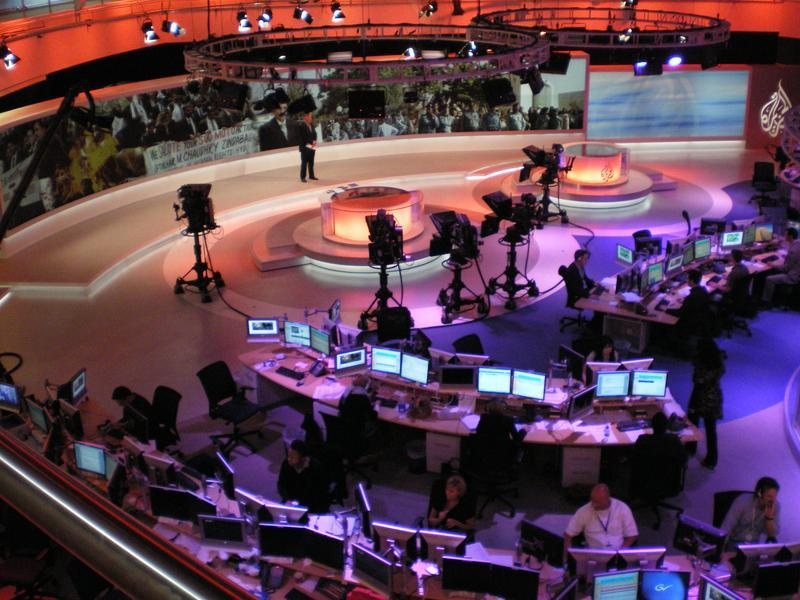
Newsroom stacji Al-Dżazira

Newsroom (ang. news – wiadomość; room – pokój) – termin ze świata mediów, oznaczający pomieszczenie w redakcji, gdzie pracują dziennikarze, wydawcy, prezenterzy, reporterzy, oraz, producenci i kierownicy produkcji. Zazwyczaj jest to, niczym nieograniczona, przestrzeń, w której każdy pracownik ma swoje biurko.
Wiele zagranicznych firm nazywa newsroomem miejsce (najczęściej na stronach internetowych), w którym przedstawiciele mediów mogą uzyskać informacje na temat danej marki (zdobyć materiały prasowe, umówić wywiad z szefem firmy itd.).
W wyjątkowych przypadkach powołany zostaje special newsroom (ang. „specjalny pokój wiadomości”), służący do skupienia się przez dziennikarzy na jednej sprawie (np. w Polsce była to katastrofa smoleńska).

## Historia
Newsroom zaczął pojawiać się w redakcjach na początku lat 70. w Stanach Zjednoczonych. Pomysł newsroomu uwidocznił się za sprawą metody open space, która zaczęła wyłaniać się w coraz większej ilości biur. Już wtedy zaczęto rozgraniczać jedno duże pomieszczenie na mniejsze, dzieląc je na poszczególne działy firm. W 1991 roku, Leland „Buck” Ryan – dyrektor projektu naukowego na Uniwersytecie w Kentucky, stworzył poradnik prawidłowego funkcjonowania oraz sposobu zarządzania newsroomem. Podręcznik ten zakładał, że w przy pisaniu artykułów trzeba „myśleć jak odbiorca”. Sugerował również, że właśnie poprzez „grupowe myślenie, wspólne spotkania w celu tworzenia jakiegoś artykułu, integrują się wszyscy pisarze, edytorzy, fotografowie, plastycy i graficy”. Ryan nazwał tę technikę The Maestro concept (ang. „pomysł Mistrza”).

## Newsroom w prasie

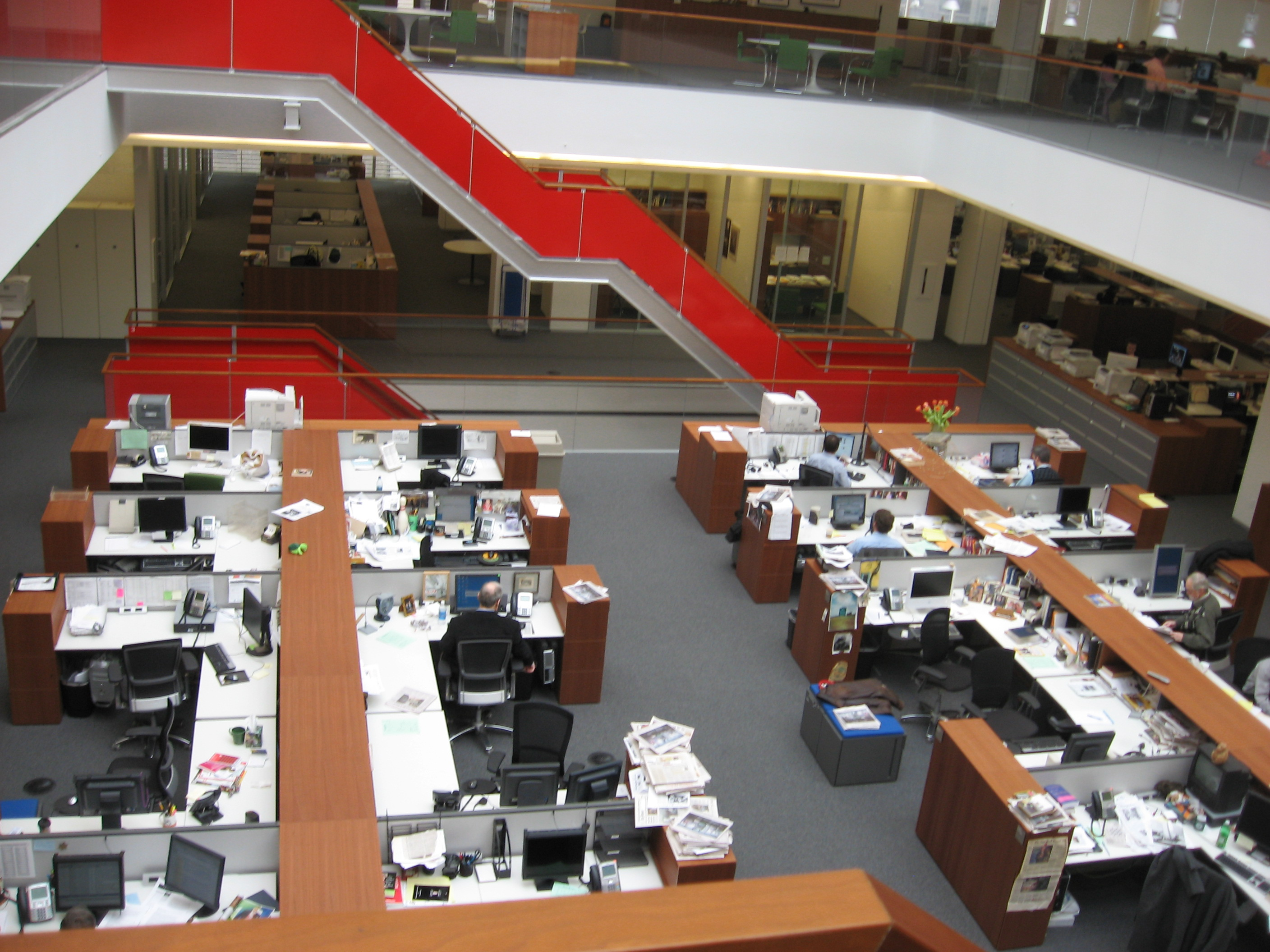
Newsroom w redakcji The New York Times

W siedzibach organizacji prasowych popularne jest pracowanie wszystkich dziennikarzy w jednym pomieszczeniu. Przykładem może być chociażby redakcja New York Times (przedstawiona na zdjęciu). W takim systemie pracuje również wiele polskich agencji prasowych i redakcji prasowych. Jako polski wzór newsroomu w prasie można podać Gazetę Wyborczą, której siedzibę można zwiedzać online. Najczęściej jednak w newsroomie swoje biurka mają szeregowi pracownicy, dziennikarze i reporterzy. Osoby wyżej postawione w hierarchii zawodowej (redaktor naczelny i jego zastępcy, wydawcy itd.) posiadają swoje własne biura.

## Newsroom w telewizji

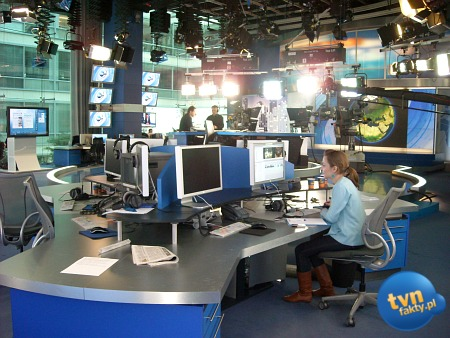
Studio TVN24. Na zdjęciu widać stół prowadzącego, biurka oraz monitory redaktorów

Wśród stacji telewizyjnych na całym świecie coraz modniejsze staje się nadawanie programów informacyjnych bezpośrednio z newsroomu. Jest to połączenie zaplecza redakcyjnego z oświetlonym i nagłośnionym studiem nagraniowym. Wyjątkiem są osobne pomieszczenia socjalne oraz montażownie dźwięku. Również sama reżyserka znajduje się za dźwiękoszczelną szybą. Przykładem newsroomów w Polsce są m.in. serwisy TVN24 („Wstajesz i Wiesz”, „Dzień na żywo”), a także audycje nadawane w stacji TVN24 BiS. Studio głównego wydania Faktów TVN również jest wzorem telewizyjnego newsroomu.

## Newsroom w filmach i serialach
Życie dziennikarzy jest inspiracją dla wielu scenarzystów filmowych i serialowych. Z racji tego, że to newsroom jest głównym miejscem pracy reporterów, to akcja produkcji o życiu dziennikarzy ma odgórnie narzucone miejsce. Na podstawie reporterskiego dnia codziennego powstały m.in.:
- serial The Newsroom wyprodukowany przez stację HBO opowiadający o pracy newsroomu w nieprawdziwej amerykańskiej stacji kablowej (ACN)[5]. Pod tym samym tytułem kanadyjska stacja CBC emitowała serialo-komedię, która opowiadała o produkcji fikcyjnego talkshow City Hour[6].
- film Legenda telewizji oraz Legenda telewizji 2: Kontynuacja opowiada o przygodach reportera, prezentera pogody i prowadzącego wiadomości sportowe[7].
- nagrodzony Oskarami, Spotlight, również opowiada o życiu w newsroomie – grupa dziennikarzy śledczych wpada na trop skandalu pedofilskiego w Kościele[8].
- nominowany do Złotych Globów, The Morning Show – serial wyprodukowany i dostępny na Apple TV+, który opowiada o ekipie programu śniadaniowego, kiedy wobec jednego z pracowników zostają przestawione zarzuty o molestowanie w pracy[9].